# Le Fantôme de Longstaff
Pour plus de détails, voir Fiche technique et Distribution.
 Le Fantôme de Longstaff  est un film français de Luc Moullet réalisé en 1996.

## Synopsis
En 1880, James Longstaff, un riche anglais phtisique et moribond, rencontre sur une plage normande une jeune Américaine fort jolie. Il en tombe amoureux, mais celle-ci l’éconduit. Deux ans plus tard, Longstaff réapparaît. Est-ce lui, ou un fantôme ? 

## Fiche technique
- Titre : Le Fantôme de Longstaff
- Réalisation : Luc Moullet
- Scénario : Luc Moullet, d'après la nouvelle de Henry James
- Musique : Patrice Moullet
- Image : Lionel Legros
- Son : Jean Umansky, Julien Cloquet
- Montage : Isabelle Patissou-Maintigneux
- Production : Les Films d'Ici
- Durée : 20 minutes
- Format : 16mm, couleur
- Date de sortie : 1996

## Distribution
- Iliana Lolic : Diane
- Geoffrey Carey : James Longstaff
- Hélène Lapiower : Agatha
- Michel Vivier